# Cosmosoma
Cosmosoma este un gen de insecte lepidoptere din familia Arctiidae.

## Specii[1]
- Cosmosoma achemon
- Cosmosoma achemonides
- Cosmosoma ada
- Cosmosoma admota
- Cosmosoma advena
- Cosmosoma albifrons
- Cosmosoma albipuncta
- Cosmosoma aleus
- Cosmosoma analicincta
- Cosmosoma angustimargo
- Cosmosoma annexa
- Cosmosoma anoxanthia
- Cosmosoma apennina
- Cosmosoma arauna
- Cosmosoma auge
- Cosmosoma auranticincta
- Cosmosoma avilae
- Cosmosoma basitiba
- Cosmosoma batesii
- Cosmosoma bella
- Cosmosoma biseriata
- Cosmosoma bogotensis
- Cosmosoma bolivarensis
- Cosmosoma bolivari
- Cosmosoma braconoides
- Cosmosoma brasilicola
- Cosmosoma brinkleyi
- Cosmosoma bromus
- Cosmosoma buchwaldi
- Cosmosoma bura
- Cosmosoma caeca
- Cosmosoma caecoides
- Cosmosoma caerulescens
- Cosmosoma cardinalis
- Cosmosoma centralis
- Cosmosoma cermena
- Cosmosoma chalcosticta
- Cosmosoma chiriquensis
- Cosmosoma cinctuta
- Cosmosoma cingulatum
- Cosmosoma citrina
- Cosmosoma coccineum
- Cosmosoma coccinifera
- Cosmosoma confinis
- Cosmosoma consolata
- Cosmosoma contracta
- Cosmosoma corvica
- Cosmosoma crathidina
- Cosmosoma cruenta
- Cosmosoma dealbata
- Cosmosoma demantria
- Cosmosoma determinata
- Cosmosoma deyrolii
- Cosmosoma difficilis
- Cosmosoma diplosticta
- Cosmosoma discata
- Cosmosoma doris
- Cosmosoma dorsicincta
- Cosmosoma dorsimacula
- Cosmosoma durca
- Cosmosoma elegans
- Cosmosoma entella
- Cosmosoma erythrarchos
- Cosmosoma eumelis
- Cosmosoma evadnes
- Cosmosoma excors
- Cosmosoma exomelan
- Cosmosoma fenestrata
- Cosmosoma festiva
- Cosmosoma flavicinctata
- Cosmosoma flavicornis
- Cosmosoma flavita
- Cosmosoma flavothoracides
- Cosmosoma flavothorax
- Cosmosoma fulviventris
- Cosmosoma galatea
- Cosmosoma galbana
- Cosmosoma garleppi
- Cosmosoma gemmata
- Cosmosoma greta
- Cosmosoma haenschi
- Cosmosoma hanga
- Cosmosoma harpalyce
- Cosmosoma hector
- Cosmosoma hercyna
- Cosmosoma hercynacula
- Cosmosoma hercynita
- Cosmosoma hypocheilus
- Cosmosoma ignidorsia
- Cosmosoma impar
- Cosmosoma impudica
- Cosmosoma intensa
- Cosmosoma joavana
- Cosmosoma juanita
- Cosmosoma klagesi
- Cosmosoma lignicolor
- Cosmosoma lucia
- Cosmosoma luconoton
- Cosmosoma lunata
- Cosmosoma mathani
- Cosmosoma melanopera
- Cosmosoma melanotela
- Cosmosoma melathoracia
- Cosmosoma melitta
- Cosmosoma meres
- Cosmosoma metallescens
- Cosmosoma myrodora
- Cosmosoma nasca
- Cosmosoma nelea
- Cosmosoma nettia
- Cosmosoma nicippe
- Cosmosoma nigrescens
- Cosmosoma nigrithorax
- Cosmosoma noctifera
- Cosmosoma nothina
- Cosmosoma notostiba
- Cosmosoma notosticta
- Cosmosoma ochreipennis
- Cosmosoma ockendeni
- Cosmosoma omphale
- Cosmosoma orathidia
- Cosmosoma oroyana
- Cosmosoma panopes
- Cosmosoma parambae
- Cosmosoma parana
- Cosmosoma pellucida
- Cosmosoma perfenestratum
- Cosmosoma pheres
- Cosmosoma phoenicophora
- Cosmosoma plagiata
- Cosmosoma plumosa
- Cosmosoma plutona
- Cosmosoma protus
- Cosmosoma pseudothia
- Cosmosoma pudica
- Cosmosoma pulchrum
- Cosmosoma purutha
- Cosmosoma pyrrhostethus
- Cosmosoma pyrsonota
- Cosmosoma pytna
- Cosmosoma quinquepunctata
- Cosmosoma rasera
- Cosmosoma regestum
- Cosmosoma regia
- Cosmosoma remota
- Cosmosoma restrictum
- Cosmosoma rosenbergi
- Cosmosoma rubricorpus
- Cosmosoma rubrigutta
- Cosmosoma rubripeda
- Cosmosoma rubriscapulae
- Cosmosoma rubritarsis
- Cosmosoma rubrobasalis
- Cosmosoma sandion
- Cosmosoma saron
- Cosmosoma sectinota
- Cosmosoma semifulva
- Cosmosoma seraphina
- Cosmosoma sicula
- Cosmosoma sitiona
- Cosmosoma steropes
- Cosmosoma stibosticta
- Cosmosoma stictinota
- Cosmosoma subflamma
- Cosmosoma telephus
- Cosmosoma tengyra
- Cosmosoma teuthras
- Cosmosoma thia
- Cosmosoma thiacia
- Cosmosoma thoracica
- Cosmosoma tigris
- Cosmosoma tyrrhene
- Cosmosoma varica
- Cosmosoma watsoni
- Cosmosoma venata
- Cosmosoma vernana
- Cosmosoma voltumna
- Cosmosoma vulnerata
- Cosmosoma xanthistis
- Cosmosoma xanthocera
- Cosmosoma xanthomelan
- Cosmosoma xanthosticta
- Cosmosoma zelosa
- Cosmosoma zurcheri